# Gerhard von Malberg
Gerhard von Malberg (1200 circa – 26 novembre 1246) è stato il sesto Gran maestro dell'Ordine teutonico dal 1240 al 1244. Dopo essere stato obbligato a dare le proprie dimissioni dall'Ordine teutonico, aderì a quello dei Templari.

## Biografia
Von Malberg proveniva da una famiglia del Renania-Palatinato. Suo padre era il Margravio Theodoric von Aere, che aveva sposato Agnes von Malberg, da cui aveva ottenuto il cognome e il castello di Malberg. Von Malberg non prese mai gli ordini ecclesiastici. Egli si sposò ed ebbe due figli, Thedoric e Otto.
Alla morte della moglie, von Malberg si recò in Terra Santa, dove i suoi compagni erano cavalieri dell'Ordine dei Templari. Egli aderì all'Ordine Teutonico ad Acri nel 1217 e divenne Komtur di Toron dal 1227 alla sua morte. Nel 1240 divenne Gran Maresciallo dell'Ordine ad Acri. La sua posizione nel Regno di Gerusalemme e i suoi legami con i Templari posero von Malberg in conflitto con il Gran Maestro Hermann von Salza nel corso della Sesta Crociata. L'Imperatore Federico II e von Salza supportarono l'espansione dell'ordine in Prussia, mentre von Malberg era intenzionato a focalizzare l'operato dell'ordine in Terra Santa.
Alla morte del successore di von Salza, Corrado di Turingia nel 1240, von Malberg venne eletto Gran Maestro nel corso dello stesso anno o nell'anno successivo di modo da costituire forti legami in Medio Oriente; Dietrich von Grüningen fu presidente del capitolo dell'ordine sotto il suo governo. Von Malberg ebbe un chiaro supporto del Papa Innocenzo IV, come del resto venne favorito dall'Imperatore. Federico II fece pressione sul nuovo Gran Maestro, sull'Arcivescovo di Bari, e sul Maestro Roger Porcastrello affinché facesser a loro volta pressione sul conclave papale per eleggere Ottone di San Nicola come papa, ma venne invece scelto Celestino IV.
Nel 1243 Innocenzo IV diede un anello apostolico a von Malberg, che rappresentava la Prussia come feudo dei cavalieri del Papa, come tributo annuale all'ordine; Federico ebbe anche pretese sul territorio. I cavalieri si trovarono a dover combattere contro Świętopełk II di Pomerania durante il governo di von Malberg.
All'interno dell'ordine crebbero però non poche tensioni tra Prussia, Livonia e Terra santa, supportando le tesi di von Malberg; il Gran Maestro viaggiò al Castello di Montfort in Terra Santa dopo che Papa Innocenzo si era recato a Lione. 
I cavalieri teutonici organizzarono un capitolo generale a Toron e chiesero a von Malberg le proprie dimissioni. Anche se inizialmente si mostrò compiacente verso queste richieste, von Malberg successivamente si rifiutò e si appellò al Papa. Dopo che una commissione pontificia aveva rivelato la scarsa capacità di comando del Gran Maestro egli ed il proprio seguito vennero invitati a lasciare l'Ordine Teutonico, aderendo a quello dei Templari.